# 氷川社 (戸田市中町)
氷川社（ひかわしゃ）は、埼玉県戸田市の神社。

## 歴史
創建年代は不明である。ただ当地下戸田村の鎮守とされたことから、下戸田村が成立した江戸時代初期には既に存在していたものと推測される。正覚院が別当寺であった。
1873年（明治6年）、近代社格制度に基づく「村社」に列せられ、1907年（明治40年）の神社合祀により、周辺の6神社が合祀された。ただし喜沢神明神社については、社殿は残され現存している。
1939年（昭和14年）の火災で全焼したが、1952年（昭和27年）に再建された。

## 文化財
- 下戸田ささら獅子舞（戸田市指定無形民俗文化財 昭和49年3月30日指定）[2]

## 交通アクセス
- 戸田公園駅より徒歩18分。
- 国際興業バス 西川61・西川62・西川63・川50「中町二丁目」下車 徒歩1分